# Glaciazione uroniana
La glaciazione uroniana è una glaciazione durata da 2,4 a 2,1 miliardi di anni fa.
Iniziò a metà Sideriano, dopo la catastrofe dell'ossigeno, e si concluse nel tardo Rhyaciano, rispettivamente primo e secondo periodo dell'era Paleoproterozoica. La glaciazione uroniana è stata una delle più grandi glaciazioni accadute sulla Terra: alcuni geologi ritengono che sia stata quasi uguale in estensione ed effetti alla glaciazione che nell'era neoproterozoica diede origine alla Terra a palla di neve.
È la più antica delle glaciazioni conosciute, avvenuta quando sulla Terra le forme di vita erano limitate a semplici organismi unicellulari. L'origine del nome deriva dai ritrovamenti geologici effettuati nel Lago Huron, nell'America Settentrionale, dove tre orizzonti di depositi glaciali sono separati da sedimenti non glaciali.

## Cause
Pur nella scarsità di informazioni certe, si ritiene che siano stati molteplici i fattori che hanno contribuito al verificarsi di questo primo evento glaciale.
Poiché l'attività solare risulta essere stata più debole in quel periodo, il clima della Terra era influenzato dalla presenza di metano nell'atmosfera terrestre; il metano è noto essere uno dei gas più efficaci nel produrre l'effetto serra.
La glaciazione uroniana avvenne nel periodo in cui nell'atmosfera terrestre cominciò ad accumularsi l'ossigeno, che comportò degli effetti catastrofici sulle primitive forme di vita presenti sulla Terra causando la prima grande estinzione di massa, evento che è noto come la catastrofe dell'ossigeno. L'accumulo di ossigeno nell'atmosfera portò alla riduzione della concentrazione del metano, il che comportò una diminuzione della temperatura atmosferica.
Anche la riduzione dell'anidride carbonica atmosferica potrebbe essere inclusa tra le cause. I livelli della CO2, anch'essa un gas ad effetto serra, potrebbero essersi ridotti in seguito all'aumentata azione erosiva da parte dei silicati sulle superfici basaltiche di recente formazione, o in seguito ad un periodo di calma dell'attività vulcanica protrattasi per circa 250 milioni di anni, con la conseguente diminuzione della CO2 rilasciata in atmosfera.
Tra le ulteriori concause sono da considerare anche il formarsi delle masse continentali, come nel caso della glaciazione del Cryogeniano e i cicli di Milanković, cioè gli effetti collettivi delle variazioni dei movimenti della Terra sul suo clima.